# WIZ-Sinara Jekaterynburg
WIZ-Sinara Jekaterynburg – rosyjski klub futsalowy z siedzibą w Jekaterynburgu, obecnie występuje w Super League (najwyższa klasa rozgrywkowa w Rosji).

## Sukcesy
- Mistrzostwo Rosji (2): 2008/09, 2009/10
- UEFA Futsal Cup (2): 2007/2008